# Fedchenko Patera
La Fedchenko Patera è una struttura geologica della superficie di Venere.